# Crossosalarias
Crossosalarias is een monotypisch geslacht van straalvinnige vissen uit de familie van naakte slijmvissen (Blenniidae).

## Soort
- Crossosalarias macrospilus Smith-Vaniz & Springer, 1971